# La Loma de Endare
La Loma de Endare är en ort i Mexiko, tillhörande kommunen Jocotitlán i den nordvästra delen av delstaten Mexiko. Orten hade 768 invånare vid folkräkningen 2010.